# Helena Tchórzewska
Helena Tchórzewska, także Helena Kulig-Tchórzewska (ur. 17 września 1939 w Słocinie, zm. 25 września 1998 w Łodzi) – polska artystka malarka i projektantka tkanin.

## Życiorys
Ukończyła naukę w szkoły podstawowej w Słocinie oraz w Liceum Plastycznym w Jarosławiu. Była absolwentką kierunku projektowanie wzornictwa tekstylnego w Państwowej Wyższej Szkole Sztuk Plastycznych w Łodzi (1965). Była członkiem (od 1966) oraz sekretarzem sekcji malarskiej okręgu Łódzkiego ZPAP (1933–1977).

### Twórczość
Zajmowała się malarstwem sztalugowym oraz tkaniną artystyczną i przemysłową, konserwacją tkanin i projektowaniem gobelinów. Jako malarka częstokroć tworzyła abstrakcyjne, dynamiczne, martwe natury przedstawiające kwiaty, ogrody oraz kompozycje florystyczne. W jej pracach można znaleźć również motywy takie jak: zamki, łowiectwo, myślistwo i portrety wybitnych postaci. W zakresie projektowania tkanin, realizowała tkaniny użytkowe oraz żakardowe. Była także projektantką garniturów i krawatów. Konserwowała zabytkowe tkaniny w Wenecji, Egipcie i Tunezji, a także gobeliny na Zamku Królewskim w Warszawie i arrasy na Wawelu.
Uczestniczyła w ponad 100 wystawach w Polsce i za granicą (w tym 40 indywidualnych), m.in. w: Warszawie, Krakowie, Łodzi, Rzeszowie Białymstoku, Lipsku i Berlinie. Jej prace znajdują się w zbiorach muzeów: Miasta Łodzi, na Majdanku, a także w zbiorach muzealnych w Toruniu, Zakopanem, Bielsku-Białej, Tarnowie, Nowym Sączu, Sieradzu, Rzeszowie, zbiorach Ministerstwa Kultury i Sztuki, zbiorach watykańskich i kolekcjach prywatnych. Wizerunki Faustyny Kowalskiej, pędzla Tchórzewskiej znajdują się m.in. w: Sanktuarium Bożego Miłosierdzia w Krakowie-Łagiewnikach oraz w Sanktuarium św. Faustyny w Warszawie. Arrasy jej autorstwa znajdują się m.in. na zamku w Wiśniczu.
Do jej najbardziej znanych prac malarskich należy „Obraz Pana Jezusa Miłosiernego i siostry Faustyny Kowalskiej”. Został on wybrany przez papieską komisję konkursową i wystawiony 18 kwietnia 1993 na placu św. Piotra w Watykanie podczas beatyfikacji Faustyny Kowalskiej, a następnie także 30 kwietnia 2000, podczas jej kanonizacji. Dzieło zostało namalowane w Parafii Miłosierdzia Bożego w Łodzi w 1993. Obraz znajduje się w zbiorach watykańskich, zaś miniatura obrazu na nagrobku rodziców Tchórzewskiej na cmentarzu parafialnym w Słocinie.

### Życie prywatne
Urodziła się w ubogiej rodzinie chłopskiej, jako jedno z dziewięciorga dzieci Marcina i Katarzyny Kulig, mieszkających w Słocinie. Była żoną lekarza, Henryka Tchórzewskiego, z którym miała dwoje dzieci. Mieszkała w Łodzi na osiedlu Teofilów przy ul. Grabieniec 16/163. Została pochowana na Cmentarzu Komunalnym Doły w Łodzi. Na jej nagrobku została umieszczona niedokończona rama bez obrazu, mająca symbolizować niedokończone zamiary artystyczne.

## Wybrane realizacje
Tchórzewska namalowała ponad 3000 obrazów, głównie olejnych i malowanych temperą, a także nieliczne akwarele. Do jej realizacji należą m.in.:

### Obrazy olejne
- „Miasto górskie” (1968),
- „Solina II” (1968),
- „Rytmy górskie” (1969),
- „Kamieniołomy Strzelińskie I, II, III” (1969),
- „Dźwig” (1969),
- „Kwiat i maszyna” (1970),
- „Biała noc” (1970).
- Pierwszy krok” (1972),
- „Łódź patetyczna” (1974),
- „Świt srebrzysty” (1976),
- „Cynerarie” (1977),
- „Zakopane II” (1977),
- „Okna” (1978),
- „Noc z kwiatami” (1978)[5],
- „Obraz Pana Jezusa Miłosiernego i siostry Faustyny Kowalskiej” (1993)[6].

### Gobeliny
- 18 projektów gobelinów „Myślistwo i łowiectwo” (1979),
- 12 projektów gobelinów „Folklor polski” (1980),
- 7 projektów gobelinów „Zamki Lubomirskich” (1980)[5].

### Pozostałe
- projekty krawatów dla polskich piłkarzy na Mistrzostwa Świata w Piłce Nożnej w Argentynie (1978),
- projekty krawatów dla polskich sportowców na Letnie Igrzyska Olimpijskie w Moskwie (1980)[5].

## Odznaczenia
- Srebrny Krzyż Zasługi,
- Srebrna Odznaka „Zasłużony Pracownik Przemysłu Lekkiego”[5].

## Wyróżnienia
Była laureatką (do 1984) 31 nagród i wyróżnieni artystycznych w tym m.in.:
- dwie nagrody i dwa wyróżnienia w konkursie „Łódź – portret miasta” (1966–1981),
- wyróżnienie w konkursie „Człowiek – Praca w PRL” (1969),
- nagrody i wyróżnienie na Ogólnopolskiej Wystawie Malarstwa „Bielska Jesień” (1971–1976),
- medale, nagrody i wyróżnienia n wystawach okręgowych ZPAP w Łodzi (1971, 1975),
- I nagroda na Ogólnopolskim Konkursie projektowania malarskich gobelinów do Zamków Polski Południowej (1978),
- Nagroda w ogólnopolskim konkursie „400 dzieł na 400-lecie Zakopanego” (1978),
- Nagroda w ogólnopolskim konkursie „Kwiaty polskie” (1979),
- Nagrody (3 x I nagroda, 2 x II nagroda, 4 x III nagroda oraz 3 wyróżnienia) na Ogólnopolskich Wystawach Poplenerowych Ministerstwa Przemysłu Lekkiego[5].

## Upamiętnienie
W Rzeszowie znajduje się ulica Heleny Kulig-Tchórzewskiej.